# Балаев, Расим Ахмед оглы
Расим Ахмед оглы Балаев (Расим Ахмедович Балаев, азерб. Rasim Əhməd oğlu Balayev; род. 8 августа 1948) — советский и азербайджанский актёр, Народный артист Азербайджанской ССР (1982). Лауреат Государственной премии Азербайджанской ССР (1986).

## Биография
Расим Балаев родился 8 августа 1948 года в городе Ахсу. В 1969 году он окончил Азербайджанский институт искусств, а с 1972 года работает в качестве актёра на киностудии Азербайджанфильм. Первая его роль в кино была эпизодической в фильме «Звёзды не гаснут». В 1974 году Балаев стал лауреатом всесоюзного кинофестиваля в номинации «Вторые премии за актёрскую работу». Член КПСС с 1977 года.
Председатель Союза кинематографистов Азербайджана.

## Награды и звания
- Орден «Независимость» (7 августа 2023 года) — за большие заслуги в развитии азербайджанской культуры[3].
- Орден «Честь» (1 августа 2018 года) — за заслуги в развитии азербайджанской кинематографии[4].
- Орден «Слава» (7 августа 1998 года) — за заслуги в развитии азербайджанского киноискусства[5].
- Орден «Знак Почёта» (19 мая 1981 года).
- Народный артист Азербайджанской ССР (1 декабря 1982 года) — за заслуги в развитии советского азербайджанского киноискусства[6].
- Заслуженный артист Азербайджанской ССР (23 декабря 1976 года) — за заслуги в развитии советского киноискусства и в связи с 60-летием азербайджанского кино[7].
- Государственная премия Азербайджанской ССР (1986).
- Персональная пенсия Президента Азербайджанской Республики (1 апреля 2005 года)[8].

## Фильмография
- 1971 — Звёзды не гаснут — Султанов
- 1972 — Это сладкое слово — свобода! — один из расстрелянных патриотов
- 1973 — Насими — Насими
- 1973 — Твой первый час — Азер
- 1974 — Мститель из Гянджабасара — Азиз
- 1974 — Необыкновенная охота — учитель
- 1975 — Всадник с молнией в руке — проводник Эльберд
- 1975 — Свет погасших костров (азерб. Dədə Qorqud) — Бейрек
- 1975 — Фирангиз

- 1976 — Цена счастья — Санан
- 1977 — Осада
- 1977 — Удар в спину — Джаби
- 1977 — Иду на вулкан — Надир

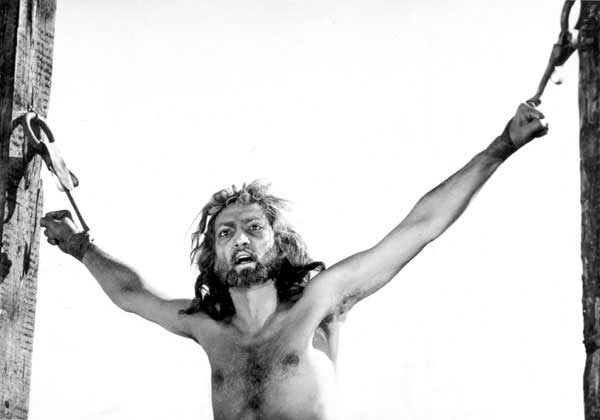
Расим Балаев в роли Насими

- 1978 — Дачный домик для одной семьи — Алик
- 1979 — Бабек — Бабек
- 1979 — Допрос — Эльмар
- 1980 — Я ещё вернусь
- 1981 — Дополнительный след — Назим
- 1981 — Послезавтра, в полночь
- 1982 — Льдина в тёплом море (фильм)
- 1982 — Старики, старики... (фильм)
- 1983 — Пробуждение — Абдуразам-бай
- 1984 — Воспоминание о гранатовом дереве (фильм)
- 1984 — Выигрыш одинокого коммерсанта (фильм)
- 1984 — Наедине (фильм)
- 1984 — Огненные дороги — Эмир Бухарский
- 1984 — Пора седлать коней — Селим-бек
- 1984 — Сказка старого дуба
- 1984 — Старый причал
- 1985 — Джин в микрорайоне — Али
- 1987 — Чёртик под лобовым стеклом — секретарь райкома
- 1988 — Мерзавец
- 1988 — Родные берега — Габиби
- 1988 — Частный визит в немецкую клинику — инженер Рустамов
- 1989 — Диверсия
- 1989 — Маленький человек в большой войне
- 1989 — Анекдоты
- 1990 — Ловушка — Зия Касумович
- 1990 — Не влезай, убьёт!
- 1990 — Подвал — Айз
- 1990 — Свидетельница — министр
- 1992 — Признание
- 1994 — Кодекс молчания-2 — полковник Агаев
- 1994 — Чёрная волга
- 1995 — Стамбул, Стамбул
- 1995 — Яраса
- 1998 — Комната в отеле
- 1999 — Как прекрасен этот мир
- 2002 — Дронго — прокурор Кязимов
- 2004 — Там, где сливаются реки
- 2007 — Жизнь Джавида — Гусейн Джавид
- 2008 — Крепость
- 2012 — Посол зари — Мирза Фатали Ахундов
- 2020 — Магомаев — Джамал-Эддин Магомаев[9]